# Relações entre Quirguistão e Rússia
As relações entre Quirguistão e Rússia referem-se as relações entre os dois países, Quirguistão e Rússia.
A Rússia tem uma embaixada em Bishkek e um consulado em Osh, e o Quirguistão tem uma embaixada em Moscou, um consulado em Ekaterinburg e um vice-consulado em Novosibirsk.

## História

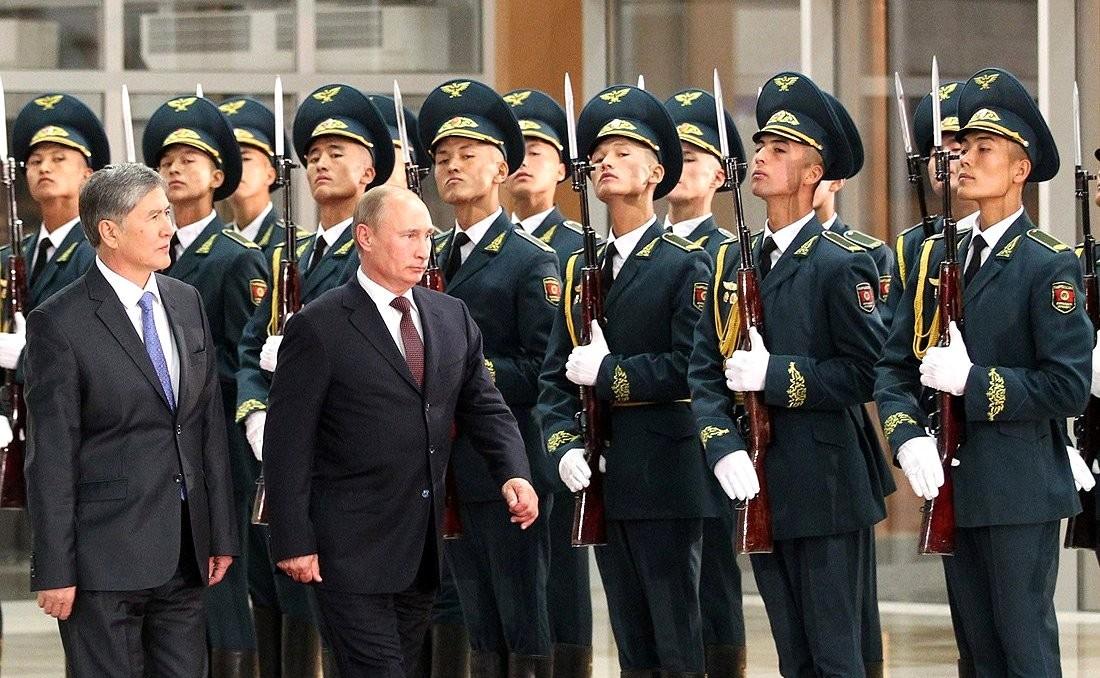

Considerando que as outras repúblicas da Ásia Central, por vezes, se queixaram da interferência russa, o Quirguistão tem frequentemente desejado mais atenção e apoio de Moscou do que tem sido capaz de obter. Por todo o apoio financeiro que a comunidade internacional ofereceu, o Quirguistão permanece economicamente dependente da Rússia, tanto diretamente como através do Cazaquistão. No início de 1995, Askar Akayev, então presidente do Quirguistão, tentou vender companhias russas que controlavam as ações das vinte e nove maiores plantas industriais nessa república, uma oferta que a Rússia recusou.
Akayev se mostrou igualmente entusiasmado com formas mais diretas de reintegração, como a União Econômica Eurasiática, que o presidente do Cazaquistão Nursultan Nazarbayev, propôs em junho de 1994. Como o Quirguistão presumivelmente receberia muito mais do que contribuiria, o entusiasmo de Akayev recebeu pouca resposta da Rússia e outros, estados maiores que estariam envolvidos em tal arranjo. O convite de Akayev para que guardas fronteiriços russos assumissem o controle da fronteira chinesa do Quirguistão, uma grande revisão de sua política de neutralidade, foi outro passo em direção à reintegração.

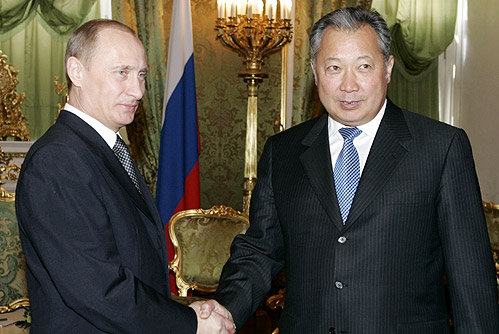
O presidente russo Vladimir Putin e o ex-presidente quirguize Kurmanbek Bakiev

O governo quirguize também se sentiu compelido a solicitar a proteção econômica da Rússia. A dura realidade da situação econômica do Quirguistão significa que a nação é um Estado cliente internacional inevitável, pelo menos para o futuro previsível. Apesar dos esforços concertados para buscar "patrocinadores" internacionais, Akayev não recebeu muito mais do que a boa vontade internacional. Ainda que o presidente não tivesse vivido dezessete anos na própria Rússia e mesmo se seus conselheiros, familiares e amigos não fossem intelectuais da era soviética com um alto grau de familiaridade com a Rússia, a necessidade econômica provavelmente empurraria o Quirguistão mais em direção a Rússia.
Em sua visita de fevereiro de 1994 a Moscou, Akayev assinou vários acordos econômicos. Tendo prometido à república uma linha de crédito de 75 bilhões de rublos (presumivelmente para uso em 1994) e cerca de US$65 milhões em acordos comerciais, a Rússia também prometeu estender o estatuto de nação mais favorecida do Quirguistão para a compra de petróleo e outros combustíveis. Por seu lado, o Quirguistão concordou com a criação de uma empresa de investimento quirguize-russa, que compraria fábricas ociosas relacionadas à defesa na república para fornecer emprego à população russa cada vez mais insatisfeita do Quirguistão. No início de 1995, o primeiro-ministro Apas Jumagulov, do Quirguistão, e o primeiro-ministro Viktor Chernomyrdin, da Rússia, assinaram uma série de acordos que estabelecem a coordenação bilateral da reforma econômica nos dois estados, vinculando ainda mais o Quirguistão à Rússia. Após fazer lobby pesado para inclusão, o Quirguistão tornou-se membro da união aduaneira que a Rússia, a Bielorrússia e o Cazaquistão estabeleceram em fevereiro de 1996.
Por seu lado, a Rússia considerou a ajuda ao Quirguistão como um precedente bem-sucedido em sua nova política de ganhar influência em seu "exterior próximo", os Estados que outrora eram repúblicas soviéticas. A Rússia não queria uma imigração maciça de russos das novas repúblicas; cerca de 2 milhões russos voltaram para a Rússia entre 1992 e 1995. Akayev, por outro lado, deveria encontrar uma maneira de conter a perda de sua população russa, que já causou um enorme déficit de médicos, professores e engenheiros.
Por estas razões, apesar da oposição dos nacionalistas quirguizes e de outros políticos independentes, em 1995, Akayev concedeu o pedido do presidente russo Boris Yeltsin para rever a disposição constitucional que faz da língua quirguiz a única língua oficial. No início de 1996, o Quirguistão tomou medidas legais para tornar o russo a segunda língua oficial da república, sujeita à alteração da Constituição. Essa iniciativa coincidiu com a união aduaneira assinada com a Rússia, o Cazaquistão e a Bielorrússia em fevereiro de 1996. O sucesso a longo prazo da busca de reintegração de Akayev é questionável devido à importância estratégica mínima do Quirguistão e ao custo potencial de um país externo apoiar a frágil economia da república.
Em fevereiro de 2009, o governo russo prometeu cancelar a dívida de $180 milhões do Quirguistão, bem como emprestar $2 bilhões, oferecendo  $150 milhões em ajuda direta e subsidiando a construção da usina hidrelétrica Kambarata-1 na barragem de Kambaratinsk.

## Cooperação militar
Desde 2003, as unidades da Força Aérea Russa estão estacionadas na Base Aérea de Kant, a leste de Bishkek. Em 20 de setembro de 2012, a Rússia e o Quirguistão assinaram um acordo no qual a Rússia pode ter uma base militar conjunta no Quirguistão por quinze anos a partir de 2017. O acordo foi assinado em Bishkek entre Vladimir Putin e Almazbek Atambayev. Putin afirmou que a base militar conjunta será um fator significativo que contribuirá para a estabilidade no país e em toda a região. 